# Jihad Mtanos Battah
Jihad Mtanos Battah (ur. 26 czerwca 1956 w Damaszku) – syryjski duchowny syryjskokatolicki, w latach 2011-2019 biskup kurialny Antiochii, od 2019 arcybiskup Damaszku.